# Kobylnik (ludność służebna)
Kobylnicy (łac. iumentarii, chobilnici) – kategoria ludności służebnej w dawnej Polsce, zajmująca się wypasem książęcych stad koni. Poświadczeni źródłowo od XII do XIII wieku. Pozostawili ślady w toponomastyce w postaci wielu miejscowości o nazwie Kobylnik i Kobylniki.